# Neoerastria
Neoerastria là một chi bướm đêm thuộc họ Noctuidae.